# Questions à la Une

Questions à la Une est un magazine télévisé belge d'investigation de la RTBF présenté par Laurent Mathieu et diffusé sur la Une entre septembre 2005 et décembre 2019.

## Historique
L'émission télévisée Questions à la Une est créée en 2005 et est déprogrammée après près de 15 ans d'existence en 2019. Elle est remplacée en 2020 par l'émission Investigation présentée par Justine Katz.
L'émission compta quatre présentateurs différents qui furent successivement : Jean-Claude Defossé, Bruno Clément, Franck Istasse et Laurent Mathieu. Les quatre présentateurs étaient réunis lors de la diffusion de la dernière émission le mercredi 11 décembre 2019.
En 15 années d'existence, l'émission Questions à la Une « aura diffusé près de 700 enquêtes de production propre et aura réalisé 372 émissions ».

## Principe de l'émission
Chaque émission s'articule autour de deux questions d'actualité sur un thème précis. En général, les reportages sont réalisés par des journalistes de la rédaction mais il arrive que le second soit acheté à l'étranger, souvent à des sociétés de production françaises.
Ce magazine a trouvé rapidement un large public en Belgique francophone et a permis de mettre au jour plusieurs scandales politiques dans la ville de Charleroi dans les sociétés de logement et de déchet dirigés par des politiques. La personnalité du journaliste Jean-Claude Defossé, déjà célèbre pour ses séquences sur les grands travaux inutiles, a participé pour beaucoup au succès de l'émission à ses débuts. Jean-Claude Defossé à présenté l'émission jusqu'au moment où, en mars 2009, il annonce son entrée en politique et doit donc renoncer à son poste de présentateur à la RTBF.
En février 2016, Bruno Clément, nommé rédacteur en chef du JT, cède sa place de présentateur à Frank Istasse. Le 31 octobre 2018, Laurent Mathieu devient le nouveau et dernier présentateur de l'émission alors que Frank Istasse est nommé chef éditorial de la radio La Première.

## Émission remarquable
Le mercredi 13 décembre 2006 à 20h15, l'émission est interrompue par un journal télévisé spécial annonçant l'indépendance unilatérale de la Flandre. Il s'agissait en fait d'une mise en scène, à la façon du feuilleton radiophonique La Guerre des mondes de Orson Welles, réalisée par Philippe Dutilleul et intitulée a posteriori Tout ça (ne nous rendra pas la Belgique) ou Bye Bye Belgium.
Un an plus tard, une émission spéciale de Questions à la Une est diffusée sur les coulisses de Bye Bye Belgium. On y découvre notamment « les tensions internes à la RTBF, où tout le monde était loin d'être sur la même longueur d'onde ».